# Hempensermeer
Het Hempensermeer is een droogmakerij en polder in de buurt van het Friese dorpje Hempens.
De 90 ha grote polder viel in 1784 droog. Hij werd van 1863 tot 1955 bemalen door de Hempenserpoldermolen.
De autoweg (N31) Leeuwarden - Drachten doorsnijdt de polder.